# The Burning Red
The Burning Red är en skiva av Machine Head från 1999.

## Låtar
1. "Enter the Phoenix" – 0:53
2. "Desire to Fire" – 4:49
3. "Nothing Left" – 4:05
4. "The Blood, the Sweat, the Tears" – 4:11
5. "Silver" – 3:52
6. "From This Day" – 3:56
7. "Exhale the Vile" – 4:57
8. "Message in a Bottle" (The Police) – 3:32
9. "Devil with the King's Card" – 4:05
10. "I Defy" – 3:42
11. "Five" – 5:18
12. "The Burning Red" – 6:44